# Master Celebrations
Master Celebrations — збірка шведського панк-рок гурту No Fun at All, випущена 11 листопада 2000 року як компакт-диск Burning Heart Records.
Пісні диска взяті з попереднього студійного альбому та міні-альбому, але також містить три пісні, що раніше не видавалися , в тому числі щойно записану версію пісні «Alcohol», вперше випущену у збірці Cheap Shots Vol. 1 (1995).

## Список пісень
1. «Master Celebrator»
2. «Suicide Machine»
3. «Strong and Smart»
4. «Out of Bounds»
5. «I Won't Believe in You»
6. «Wow and I Say Wow»
7. «Celestial Q&A»
8. «In a Rhyme»
9. «Stranded»
10. «Beachparty»
11. «Should Have Known»
12. «Lose Another Friend»
13. «Where's the Truth?»
14. «Believers»
15. «My Extraordinary Mind»
16. «Beat 'Em Down»
17. «Vision»
18. «Talking to Remind Me»
19. «Catch Me Running Round»
20. «Growing Old, Growing Cold»
21. «Second Best»
22. «Aftermath»
23. «Lovely Ordeal»
24. «Alcohol»